# Флаг Параибы
Флаг бразильского штата Параиба представляет собой прямоугольное полотнище, разделённое по вертикали на чёрную и красную части в пропорции 1:2. В центре красной части написано слово NEGO.

## История
Современный флаг Параибы был принят 25 сентября 1930 года после убийства губернатора штата Жуана Песоа. На флаге было решено изобразить слово nego, что в переводе с португальского означает «отрицаю», что также связано с Песоа: такую телеграмму тот отправил своему дяде, Эпитасиу Песоа, в ответ на просьбу последнего поддержать кандидата в президенты Жулиу Престиса.

## Символика
Чёрный цвет означает траур жителей штата в связи с гибелью Песоа, красный — победоносную революцию во главе с Жетулиу Варгасом.